# Herbert Wiedermann
Herbert Wiedermann (* 1. November 1927 in Bodensdorf, Kärnten) ist ein ehemaliger österreichischer Kanute. Er gewann im Zweierkajak zwei olympische Medaillen.
Bei den Kanu-Weltmeisterschaften 1950 in Kopenhagen gewannen die beiden für Wien startenden Max Raub und Herbert Wiedermann die Bronzemedaille im Zweierkajak über 500 Meter hinter zwei schwedischen Booten. In der 4-mal-500-Meter-Kanustaffel siegten die Schweden mit Gert Fredriksson vor den Gastgebern aus Dänemark, die österreichische Staffel mit Herbert Klepp, Max Raub, Herbert Wiedermann und Günther Rührnschopf erhielt die Bronzemedaille. Bei den Olympischen Spielen 1952 in Helsinki stand die Staffel nicht auf dem Programm. Raub und Wiedermann gewannen im Kajakzweier auf der 1000-Meter-Distanz Bronze hinter den Booten aus Finnland und Schweden. Auf der 10.000-Meter-Distanz siegten ebenfalls die Finnen vor dem schwedischen Boot, hinter den Ungarn belegten Raub und Wiedermann den vierten Platz. Beide österreichischen Medaillen in Helsinki gewannen Kanuten: Neben der Bronzemedaille von Raub und Wiedermann, gewann Gertrude Liebhart Silber im Einerkajak.
Bei den Kanu-Weltmeisterschaften 1954 in Mâcon gewannen Raub und Wiedermann mit den beiden Linzern Alfred Schmidtberger und Hermann Salzner Bronze in der Staffel hinter den schwedischen und den ungarischen Kanuten. Auf der 10.000-Meter-Strecke gewannen Raub und Wiedermann den Weltmeistertitel vor den Schweden Sigvard Johansson und Rolf Fjellmann. Den Abschluss der Karriere für den Zweierkajak mit Raub und Wiedermann bildeten die Olympischen Spiele 1956 in Melbourne. Die beiden gewannen über 1000 Meter hinter den Booten aus Deutschland und aus der Sowjetunion erneut die Bronzemedaille. Auf der langen Strecke traten die beiden Weltmeister nicht an, Salzner und Schmidtberger belegten den elften Platz. Wie schon vier Jahre zuvor gewann Österreich auch in Melbourne zwei Medaillen und erneut beide auf der Regattastrecke: Außer Raub und Wiedermann erhielten auch Alfred Sageder und Josef Kloimstein im Rudern die Bronzemedaille.
Während Max Raub seine sportliche Laufbahn nun beendete, trat Wiedermann noch einige Jahre an. Bei den Olympischen Spielen 1960 in Rom erreichte er im Einerkajak das Halbfinale, mit der 1960 zum einzigen Mal bei Olympischen Spielen ausgetragenen Kajakstaffel schied er im Hoffnungslauf aus.